# Arsen Karađorđević
Principe Arsen di Jugoslavia (Timișoara, 16 aprile 1859 – Parigi, 19 ottobre 1938) fu un principe del Casato di Karađorđević e antenato dell'attuale ramo cadetto della famiglia reale jugoslava. Servì come ufficiale nell'esercito imperiale russo.

## Biografia

### Infanzia
Nacque a Timișoara un anno dopo che suo padre il Aleksandar Karađorđević, Principe di Serbia era stato deposto dal trono serbo. Sua madre era Persida Nenadović. Tra il fratelli del Principe Arsen c'era Pietro I di Serbia.

### Matrimonio

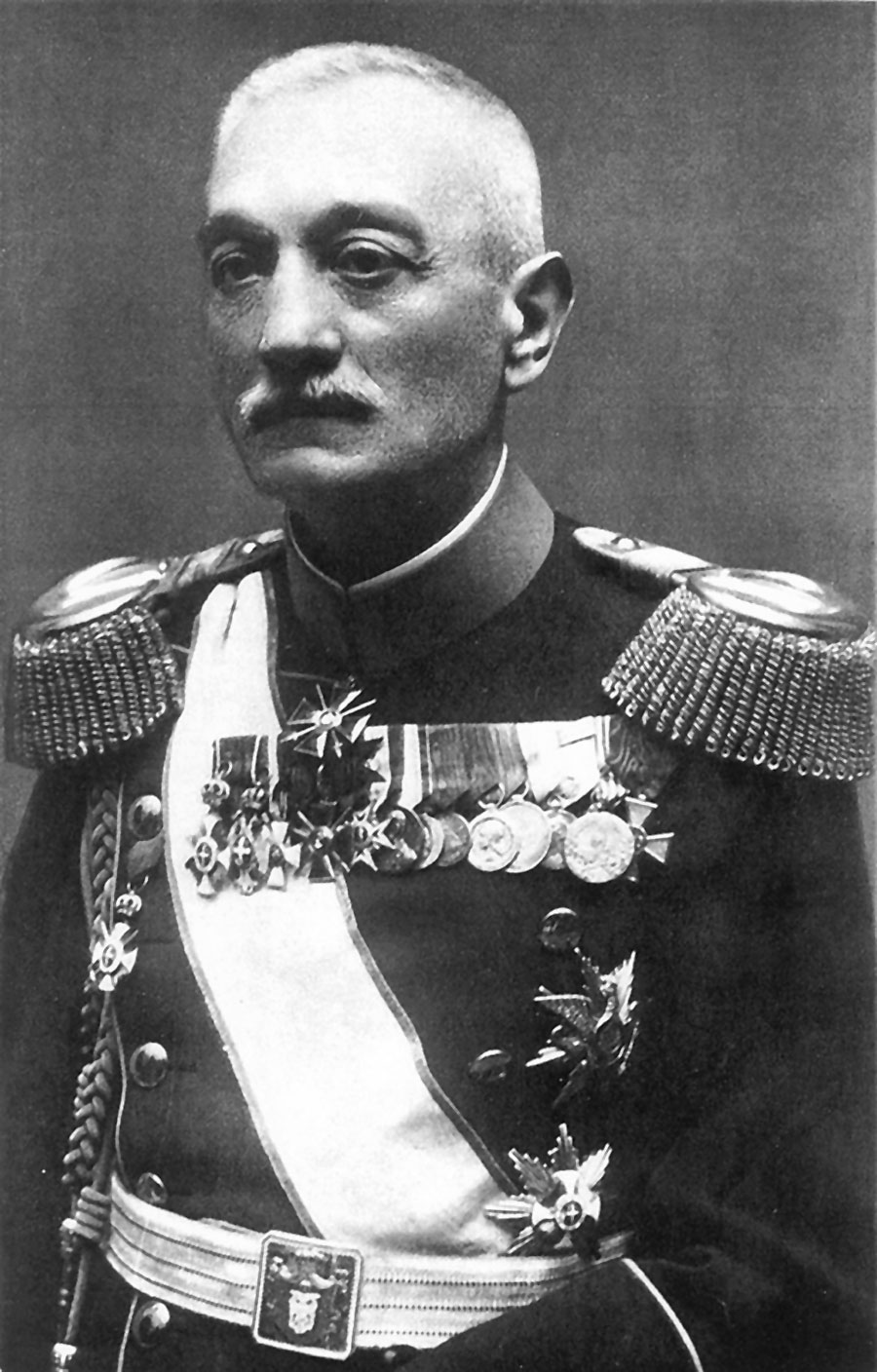
Il principe Arsen di Jugoslavia in una fotografia d'epoca

Il principe Arsen sposò a San Pietroburgo il 1º maggio 1892 la principessa e contessa Aurora Pavlovna Demidova di San Donato, figlia di Pavel Pavlovič Demidov, II principe di San Donato e della sua seconda moglie la principessa Elena Petrovna Trubetskaya. Il loro figlio fu il principe Paolo di Jugoslavia, che fu Reggente di Jugoslavia dal 9 ottobre 1934 al 27 marzo 1941. 
La coppia successivamente divorziò nel 1896 e Aurora Pavlovna Demidova si risposò con il conte Nicola Giovanni Maria di Noghera a Genova il 4 novembre 1897 da cui ebbe una figlia, Helena Aurora di Noghera (22 maggio 1898 - 12 ottobre 1967).

### Morte
Il Principe Arsen morì a Parigi il 19 ottobre 1938.

## Ascendenza
|                               |                  |                     | Genitori           |  |  | Nonni                        |  |  | Bisnonni        |  |
|                               |                  |                     |                    |  |  | Principe Karađorđe di Serbia |  |  | Petar Jovanović |  |
|                               |                  |                     |                    |  |  | Principe Karađorđe di Serbia |  |  | Petar Jovanović |  |
|                               |                  | Marica Živković     |                    |  |  | Principe Karađorđe di Serbia |  |  |                 |  |
| Principe Alessandro di Serbia |                  |                     |                    |  |  | Principe Karađorđe di Serbia |  |  |                 |  |
|                               |                  | Jelena Jovanović    | Nikola Jovanović   |  |  |                              |  |  |                 |  |
|                               |                  | Jelena Jovanović    | Nikola Jovanović   |  |  |                              |  |  |                 |  |
|                               |                  | Jelena Jovanović    | Bosiljka           |  |  |                              |  |  |                 |  |
| Arsen di Serbia               |                  | Jelena Jovanović    |                    |  |  |                              |  |  |                 |  |
|                               | Jevrem Nenadovič | Jakov Nenadović     |                    |  |  |                              |  |  |                 |  |
|                               | Jevrem Nenadovič | Jakov Nenadović     |                    |  |  |                              |  |  |                 |  |
|                               | Jevrem Nenadovič | Nerandža            |                    |  |  |                              |  |  |                 |  |
| Persida Nenadović             | Jevrem Nenadovič |                     |                    |  |  |                              |  |  |                 |  |
|                               |                  | Jovanka Milovanović | Mladen Milovanović |  |  |                              |  |  |                 |  |
|                               |                  | Jovanka Milovanović | Mladen Milovanović |  |  |                              |  |  |                 |  |
|                               |                  | Jovanka Milovanović | Bosiljka           |  |  |                              |  |  |                 |  |
|                               |                  | Jovanka Milovanović |                    |  |  |                              |  |  |                 |  |